# Amazon SQS
Amazon SQS（英語：Amazon Simple Queue Service，中文直译：简单队列服务）是亞馬遜公司在2004年推出的分布式消息队列服务。该平台支持因特网程序间上传递信息的消息队列。它以高扩展性消息队列为目标，旨在能提供一个平台以解决类似生产者消费者问题的性能问题问题。平台的应用程序接口支持Java、Ruby、Python、.NET框架、PHP和JavaScript。该服务平台的著名使用者包括Dropbox、Netflix、Nextdoor以及亚马逊网站自身。